# Akmeism

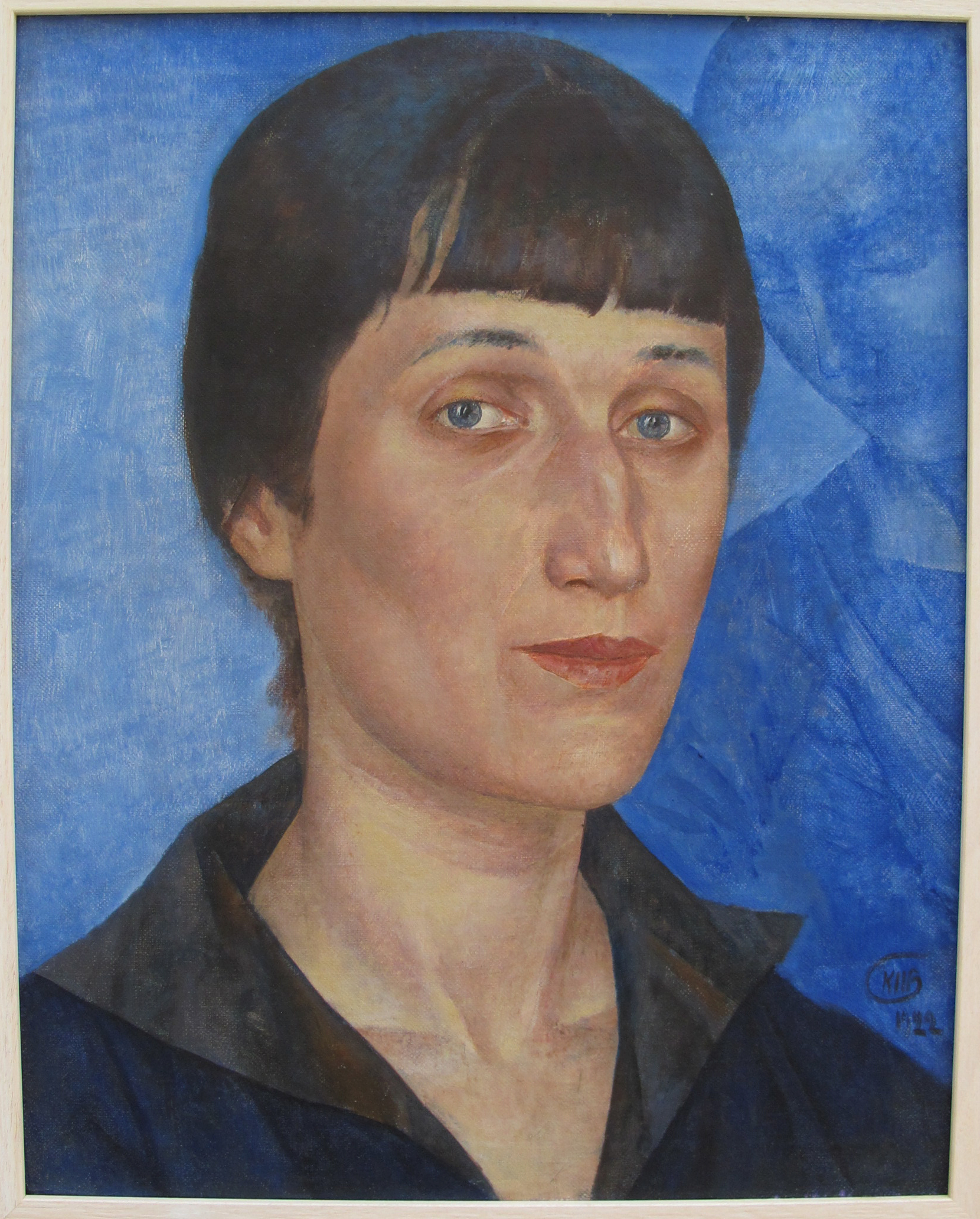
Anna Akhmatova var en av akmeismens främsta företrädare.

Akmeism var en modernistisk inriktning inom den ryska poesin, som var som starkast på 1910-talet. Dess främsta företrädare och grundare var Nikolaj Gumiljov. Även författarna Anna Achmatova, som en tid var gift med Gumiljov, och Osip Mandelstam tillhörde akmeismen. Achmatova och Mandelstam har ansetts vara de två främsta ryska 1900-talslyrikerna.
Rörelsen, även om den var tämligen måttfull, var en reaktion mot symbolismen. Namnet akmeism är taget från det grekiska ordet för höjdpunkt, ἀκμή, akme. Bakgrunden till det valet var att rörelsen strävade efter att poetiskt skildra upphöjda upplevelser.